# 4Q112
4Q112 (według starego systemu oznaczeń 4QDana) – rękopis biblijnej Księgi Daniela spisany na pergaminie w formie zwoju, datowany na około 50 rok p.n.e. Rękopis ten zawiera fragmenty tekstu Daniela 1:16–2:33; 4:29,30; 5:5–7; 7:25–8:5; 10:16–20; 11:13–16. Został znaleziony w Kumran w grocie 4.
Rękopis 4Q112 potwierdza zmianę języka księgi Daniela z aramejskiego na hebrajski. Pomiędzy ostatnim wersetem w języku aramejskim (7:28), a kolejnym wersetem w języku hebrajskim (8:1) widoczny jest odstęp w postaci jednej pustej linijki.
Rękopis został opublikowany i opisany w 1987 roku przez Eugene Ulricha w publikacji Daniel Manuscripts from Qumran. Part 1: A Preliminary Edition of 4QDana, str. 17-37. Rękopis 4Q112 jest przechowywany w Muzeum Rockefellera w Jerozolimie (4Q112).